# Lytta michoacanae
Lytta michoacanae es una especie de coleóptero de la familia Meloidae.

## Distribución geográfica
Habita en México.